# Vụ án Lương Hữu Phước
Vụ án Lương Hữu Phước là một vụ án hình sự xảy ra năm 2017 tại tỉnh Bình Phước, Việt Nam. Lần đầu tiên, một người bị kết án tù 3 năm vì tội "Vi phạm quy định về điều khiển phương tiện giao thông đường bộ" đã tự tử ngay tại tòa án vào ngày 29 tháng 5 năm 2020 nhằm phản đối bản án dành cho mình và thức tỉnh hệ thống tư pháp Việt Nam.

## Bị cáo
Bị cáo vụ án này là ông Lương Hữu Phước, sinh năm 1965, cư trú tại thành phố Đồng Xoài, tỉnh Bình Phước.

## Tình tiết vụ án
Nội dung vụ án như sau:
Khoảng 11 giờ ngày 15 tháng 1 năm 2017, ông Lương Hữu Phước đi về nhà sau khi uống rượu tại nhà bạn.
Khoảng 13 giờ cùng ngày, ông Phước điều khiển xe mô tô chở bạn là ông Quý, khi rẻ trái qua đường, tới phần đường ngược lại thì bị xe máy do ông Lâm Tươi (sinh năm 1997) điều khiển tông phải. Kết quả ông Phước và bạn đều bị thương. Hai ngày sau ông Quý tử vong tại bệnh viện.

## Phiên tòa sơ thẩm
Toà án nhân dân thành phố Đồng Xoài thuộc tỉnh Bình Phước đã xử và ra bản án hình sự sơ thẩm số 174/2019/HS-ST ngày 6 tháng 12 năm 2019. Ông Lương Hữu Phước bị kết án tù 3 năm vì tội "Vi phạm quy định về điều khiển phương tiện giao thông đường bộ".

## Phiên tòa phúc thẩm
Sau đó, Toà án nhân dân tỉnh Bình Phước xử phúc thẩm và ra bản án hình sự phúc thẩm số 39/2020/HSPT ngày 29 tháng 5 năm 2020.

## Bị cáo tự tử
Ngày 29 tháng 5 năm 2020, ông Lương Hữu Phước tới tòa để nghe tuyên án phúc thẩm. Trước đó, ông viết status trên Facebook rằng sẽ tự tử nếu bản án không thỏa đáng.

## Diễn biến sau vụ tự tử của bị cáo
10 giờ sáng ngày 30 tháng 5 năm 2020, Tòa án nhân dân tỉnh Bình Phước họp báo cho rằng họ đã xử công bằng và vô tư.
Ngày 6 tháng 6 năm 2020, Chánh án Tòa án nhân dân cấp cao tại Thành phố Hồ Chí Minh kí quyết định kháng nghị (Phó Chánh án Quảng Đức Tuyên kí thay) hủy án sơ thẩm và phúc thẩm, giao Cơ quan cảnh sát điều tra tỉnh Bình Phước điều tra lại.
 Tòa án nhân dân cấp cao tại Thành phố Hồ Chí Minh cho rằng vụ án có vi phạm nghiêm trọng về thủ tục tố tụng.